# 全球存託憑證
全球存託憑證（英語：Global depository receipt，縮寫GDR），又稱預托證券、國際存託存證（International depository receipt，IDR），乃是由股票發行公司委託國外投資銀行在國外證券市場發行的对应其股票的一種證券。投資人持有存託憑證就好比間接持有股票，只不過投資銀行擔任中介者的角色。當發行公司發放股利時，投資銀行會依存託憑證投資人持有憑證的比例，將股利轉換為外幣後分配給投資人。存託憑證依其背後表彰證券來源的不同，概可分為舊股提撥及新股發行兩種形式。

## 分類
依存託憑證發行地不同區分，目前市場上的存託憑證有：
- 全球存託憑證（GDR）：在全球發行
- 中国存託憑證（CDR）：在中国大陆發行
- 美國存託憑證（ADR）：在美国發行
- 歐洲存託憑證（英语：European depositary receipt）（EDR）：在英国、卢森堡、德国等地發行
- 香港存託憑證（HDR）：在香港發行
- 臺灣存託憑證（TDR）：在臺灣發行